# Улучамгиль, Сулейман Али
Сулейман Али Улучамгиль (тур. Süleyman Ali Uluçamgil; 28 марта 1944, Дагйолу (Фотта), Кипр в составе Британской Империи — 21 июля 1964, Агиос-Тхеодорос (Боздаг)), Республика Кипр — турко-кипрский поэт, студент юридического факультета Стамбульского университета, пострадавший во время начала греко-турецких столкновений на Кипре.

## Биография
Родился 28 марта 1944 года в деревне Дагйолу (ст. назв. Фотта) в Кирении, Кипр в семье Мехмет Али Салиха и учительницы начальных классов Зюхре Ханым (Улучамгиль). Окончил младшую школу Дагйолу (Dağyolu İlkokulu), среднюю школу Байрактар (Bayraktar Ortaokulu) и Никосийский турецкий лицей (Lefkoşa Türk Lisesi), поступив на юридический факультет Стамбульского университета (İstanbul Üniversitesi). Когда Сулейман был студентом второго курса, в декабре 1963 года во время Кипрского конфликта, он вместе со своими друзьями тайно вернулся на родину для участия в конфликте и защите Эренкёя. 21 июля 1964 года он стал жертвой мины-ловушки, оставленной греками у подножья деревни Агиос-Тхеодорос (ст. назв. Боздаг). Похоронен в Лефке. Здесь показания опрошенного свидетеля о подробностях смерти Улучамгиля: «Придя из Боздага в Мансур и искупавшись в море, призывники направились обратно пешком. На перекрестке дорог Мансур-Мосфили-Боздаг они увидели коробку на земле, обёрнутую греческой газетой. Один из призывников взял коробку, но так как остальные не решились её открыть, они вместе увезли её в деревню. Призывник, держащий коробку, попытался открыть её в мечети Боздага, где они остановились, но не получив одобрение товарищей, счёвших находку подозрительной, он вышел наружу с этой целью и, открыв её, взорвался. Помимо него пострадало ещё четверо человек, двое из которых скончались, остальные же отделались легкими ранениями, вид был ужасным.»

## Писательская деятельность
Сулейман начал увлекаться поэзией в 1960-х годах, когда был учеником средней школы, затем писал стихи, будучи студентом в Стамбуле, и продолжал писать даже в военное время, до самой своей смерти. Улучамгиль является одним из поэтов Периодa национального сопротивления (1960—1974), среди которых его друг Орбай Делиджеырмак, Октай Ёксюзоглу и др. Сулейман предвидел свою смерть в раннем возрасте и перенёс свои переживания на бумагу, написав стихотворения «Ölüm» (Смерть), «Ölümü Düşünmek» (Мысли о смерти), «Hiçbir Şey» (Ничего) и «Şehit Söyleyişi» (Слово покойника).

### Одно из произведений Улучамгиля «Ölüm»
«Alışmıştım Kasım sabahlarının rutubetine
Safahane çarşısının küflü kitaplarını
Yadırgamıyordum artık
Nerden çıkageldi bilmem
Oysa ki dökülen yapraklara şiir yazmaktı
Düşündüğüm
Durup dururken simitçi çığlığı gibi
Aklıma geldi ölüm
Ölüm,
Daha on dokuz yaşındayım
Sıhhatim de fena değil
Ve senden yüzde doksan beş korkmuyorum
Ama niçin düşünüyorum seni
Niçin saygı duyuyorum sana
Ey geleceğini bildiğim yaman sevgili?
Durup dururken simitçi çığlığı gibi
Aklıma geldi ölüm
Oysa ki benim Üniversite kapısında
Dökülen yapraklara şiir yazmaktı
Düşündüğüm.»

### Перевод на русский
Привыкший к ноябрьской сырости,
Эти зацветшие книги больничной библиотеки
Я уже не отвергал
Не знаю, с чего я это взял
Учтя, что написать эти стихи на опавших листьях
Было в моих грёзах
Словно прерывистый возглас булочника
Образ смерти в голове восстал
Смерть,
Мне всего девятнадцать
Моё состояние не скверно
И с уверенностью девяносто пять процентов тебя не боюсь
Но почему же я думаю о тебе
Почему почитаю тебя
Как я понял, дорогая, что ты придёшь, как осознал?
Словно прерывистый возглас булочника
Образ смерти в голове восстал
Учтя, что написать эти стихи на опавших листьях перед воротами моего университета
Было в моих мыслях.
Как видно из его незаконченной пьесы «Как Дворец», он критикует британский колониализм, упоминая проблемы водоснабжения, проблемы образования общины турко-киприотов и их экономические проблемы, причиной которых, по мнению поэта, является предвзятая и угнетающая позиция британской колониальной администрации. Улучамгиль также описывает эти проблемы в своих стихах и переносит то, что произошло в те годы, в свои работы. В 1960-х годах турки-киприоты не только боролись против греков, но и пытались противостоять давлению британского колониального господства. Как заявил Саадеттин Йылдыз, в его стихах британский колониализм едва не помешал борьбе с греками. Наиболее важной причиной такой ситуации является то, что поэт провел большую часть своей короткой жизни в колониальный период. Улучамгиль, который погиб вскоре после кровавого Рождества, во время которого усиливался греческий терроризм, участвовал в акциях протеста против англичан и выражал желание свободы турко-киприотов, что, несомненно, оказало большое влияние на его творчество.